# Nosalowa Przełęcz
Nosalowa Przełęcz – znajdująca się na wysokości 1101 m przełęcz w północno-wschodniej grani Kasprowego Wierchu pomiędzy grzbietem Nosala (1206 m) i Nieboraka (1219 m). Zachodnie stoki spod przełęczy opadają do Doliny Bystrej, wschodnie do Doliny Olczyskiej. W obydwa stoki przełęczy wcinają się żleby z niewielkimi potoczkami.
Obszar przełęczy porasta górnoreglowy las świerkowy. Przełęcz jest ważna z punktu widzenia turystów i narciarzy – znajduje się na niej skrzyżowanie szlaków turystycznych i nartostrad. Oprócz znakowanych szlaków turystycznych i nartostrad wychodzą stąd nieznakowane ścieżki. Łącznie wszystkich ścieżek zaczynających się lub kończących się na Nosalowej Przełęczy jest 9, co jest tatrzańskim rekordem.

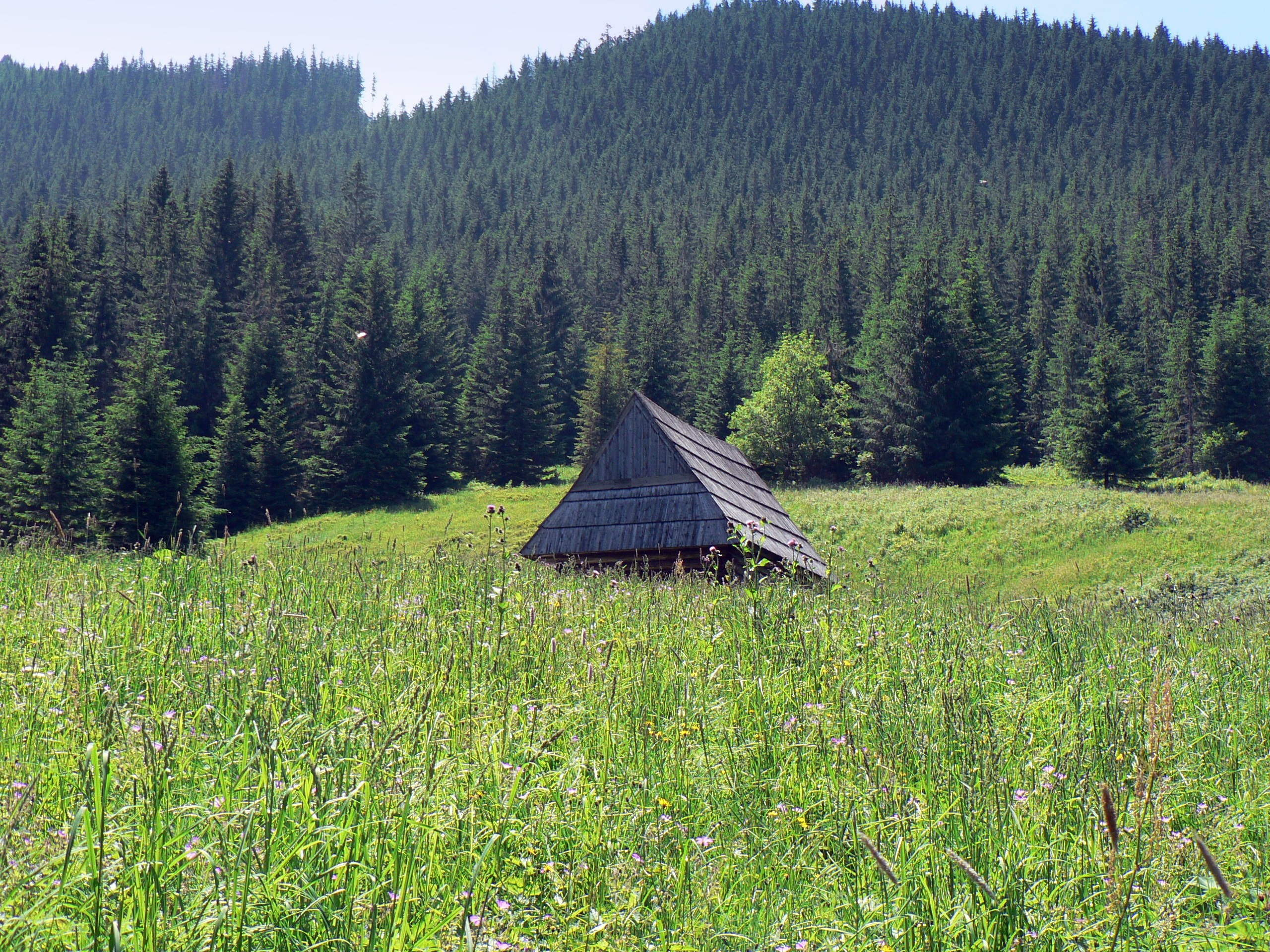
Nosalowa Przełęcz widziana z Olczyskiej Polany
- Nosalowa Przełęcz w sezonie letnim
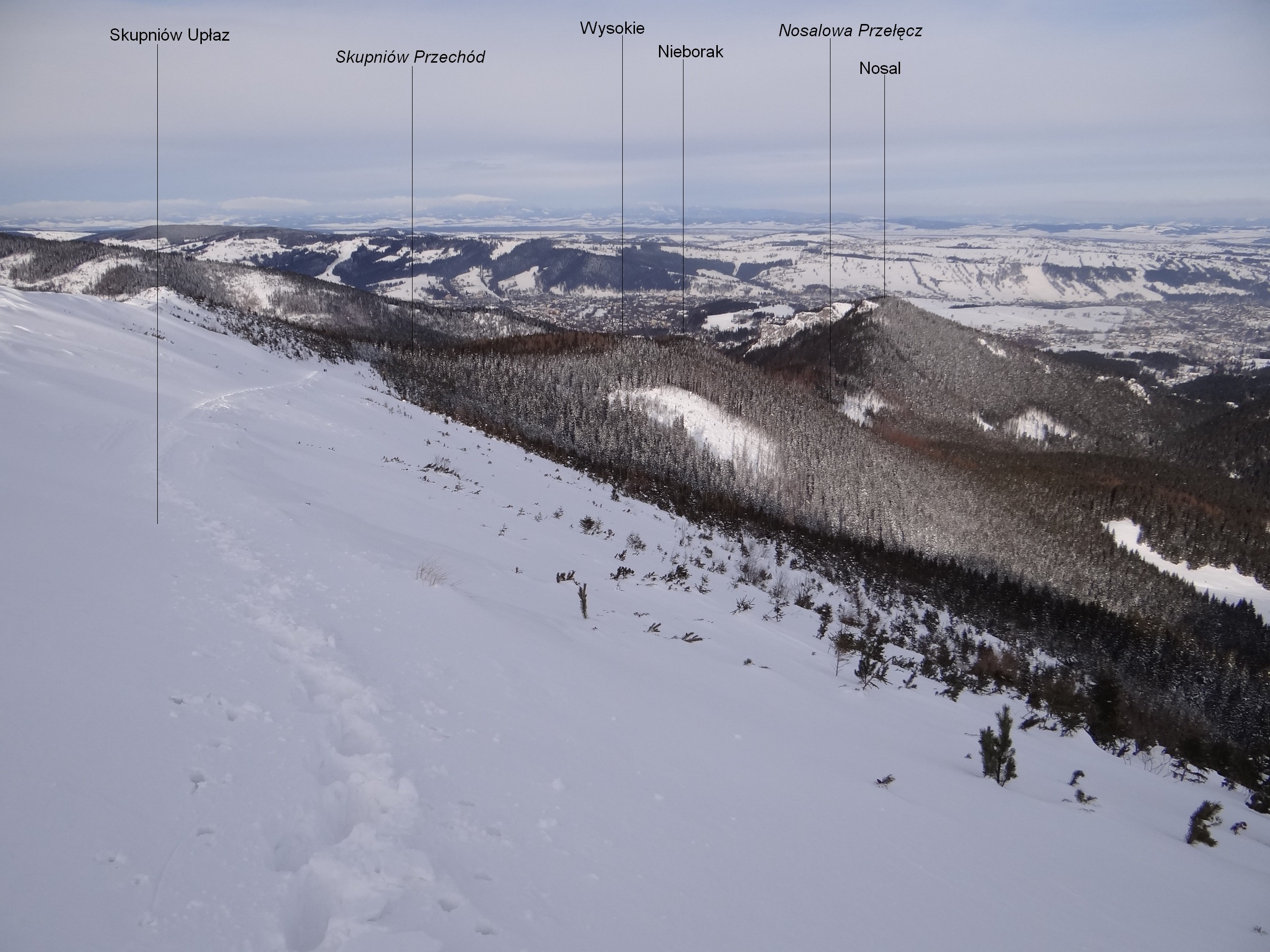
Widok ze Skupniowego Upłazu

## Szlaki turystyczne
– z Kuźnic przez Nosala do Zakopanego do Murowanicy
- Czas przejścia z Kuźnic na przełęcz: 30 min, ↓ 25 min
- Czas przejścia z przełęczy do Murowanicy: 55 min, z powrotem 1:05 h

 – z Nosalowej Przełęczy na Olczyską Polanę. Czas przejścia: 25 min, ↑ 30 min.

## Nartostrady
– dwukierunkowa od górnej stacji wyciągu narciarskiego na Nosalu do Nosalowej Przełęczy (lub w przeciwnym kierunku)
 – jednokierunkowa z Doliny Gąsienicowej przez Królowy Grzbiet i Skupniów Upłaz na Nosalową Przełęcz
 – jednokierunkowa do Kuźnic.